# Zamoulta
Zamoulta (en russe : Замульта), ou Arı-Mıytu (en altaï méridional : Ары-Мыйту) est un possiolok du raïon d'Oust-Koksa dans la république de l'Altaï, en Russie. Il fait partie de l'établissement rural de Verkh-Ouïmon. Sa population s'élevait à 240 habitants au recensement de 2021.

## Géographie
Le possiolok de Zamoulta se situe dans la république de l'Altaï, une république de Sibérie méridionale, en Russie. Il fait partie du district fédéral sibérien. Le village fait partie du raïon d'Oust-Koksa, le raïon de la république le plus au sud-ouest, qui compte 42 localités, avec Oust-Koksa comme centre administratif. Il fait partie de l'établissement rural de Verkh-Ouïmon, une municipalité, avec le village de Verkh-Ouïmon comme chef-lieu.
Zamoulta, comme toute la république de l'Altaï, est située dans le fuseau horaire MSK+4 (heure de Krasnoïarsk). Le décalage horaire appliqué par rapport au temps universel coordonné est +07:00.
Le possiolok se trouve dans la steppe d'Ouïmon, un bassin intermontagnard des monts Altaï, sur la rive droite de la Moulta à la confluence de celle-ci dans la Katoun.

## Histoire
D'après liste des lieux peuplés du territoire sibérien de 1928, le village a été fondé en 1836.

## Démographie
Recensements (*) et estimations de la population,,:
| 2002* | 2010* | 2012 | 2013 |
| ----- | ----- | ---- | ---- |
| 197   | 213   | 239  | 221  |

| 2014 | 2015 | 2016 | 2021* |
| ---- | ---- | ---- | ----- |
| 215  | 215  | 212  | 240   |

En 2002, sur les 197 habitants, il y avait 96 % de Russes.

## Transports
Une route régionale relie le possiolok à la route d'Ouïmon, route reliant Tioungour, via Oust-Koksa et Oust-Kan, à la route fédérale R256, principal axe régional.